# Saint-Léon (Lot-et-Garonne)
Saint-Léon település Franciaországban, Lot-et-Garonne megyében. Lakosainak száma 326 fő (2022. január 1.). Saint-Léon Caubeyres, Damazan, Puch-d’Agenais és Villefranche-du-Queyran községekkel határos.

## Népesség
A település népessége az elmúlt években az alábbi módon változott:
| Lakosok száma | 228  | 213  | 225  | 289  | 312  | 315  | 322  | 320  | 319  | 326  |
|               | 1968 | 1982 | 1990 | 2006 | 2013 | 2015 | 2017 | 2019 | 2020 | 2022 |